# Почема Пилип Овсійович
Пили́п Овсі́йович Поче́ма (11 жовтня 1897 року, село Пушкарівка, нині Сумський район, Сумська область — 23 червня 1973 року, Москва) — радянський військовий діяч, генерал-майор (1944 рік).

## Біографія
Філіп Овсійович Почема народився 11 жовтня 1897 року в селі Пушкарівка нині Сумського району Сумської області.

## Військова служба

### Перша світова і громадянська війни
У 1916 році був призваний до лав Російської імператорської армії і направлений рядовим в 4-й окремий важкий артилерійський дивізіон (Румунський фронт), після чого брав участь у бойових діях в Галичині, у серпні 1917 року був важко контужений і тоді ж був демобілізований з лав армії.
У січні 1918 року вступив в ряди 1-го Сумського червоногвардійського загону, після чого брав участь у бойових діях на Західному фронті проти гайдамаків і німецьких військ у районах міст Бахмач, Конотоп, Кролевець, Новгород-Сіверський та хут. Михайлівський. У травні того ж року у складі цього ж загону вступив до лав РСЧА у 3-й Курський стрілецький полк, у складі якого червоноармійцем і молодшим командиром з червня по серпень на Східному фронті брав участь у придушенні повстання Чехословацького корпусу і в бойових діях проти військ під командуванням генералів А. В. Дутова і Р. М. Семенова. У вересні того ж року в бою під Казанню був поранений.
Після лікування в жовтні 1918 року був призначений на посаду командира взводу 7-го Сумського Радянського стрілецького полку (2-а Українська Радянська дивізія), після чого брав участь у бойових діях проти військ під командуванням С. В. Петлюри і білополяків у районах міст Суджа, Стародуб, Бєлгород і Харків. На початку 1919 року Почема брав участь у бойових діях на полтавському, кременчуцькому та уманському напрямках, а з липня — проти військ під командуванням генерала А. В. Денікіна на півдні України.
У жовтні 1919 року був направлений на навчання на 2-гі Московські піхотні командні курси, у складі яких брав участь у бойових діях під Петроградом проти військ під командуванням генерала М. М. Юденича, а з липня 1920 року — проти військ під командуванням А. В. Денікіна. Після закінчення курсів у серпні того ж року був призначений на посаду командира взводу 210-го стрілецького полку (24 Самаро-Симбірська стрілецька дивізія), після чого брав участь у бойових діях у боротьбі з бандитизмом на території Кам'янець-Подільської губернії.

### Міжвоєнний час
Після закінчення війни був призначений на посаду командира взводу 131-го стрілецького полку (44-а стрілецька дивізія, Український військовий округ). У травні 1924 року був направлений на навчання в 5-у Київську піхотну школу комскладу, після закінчення якої у вересні 1927 року повернувся в 131-й стрілецький полк, де служив на посадах командира взводу полкової школи і командира навчальної роти.
У листопаді 1932 року був призначений на посаду помічника командира роти Школи червоних старшин, дислокованої в Харкові, а з серпня 1933 року служив у 3-й Кримській стрілецькій дивізії (Український військовий округ) на посадах помічника начальника штабу 9-го стрілецького полку, начальника штабу розвідувального батальйону та начальника 2-ї частини штабу дивізії.
В 1937 році закінчив курси удосконалення при Розвідувальному управлінні РСЧА.
У грудні 1938 року був призначений на посаду начальника 2-го відділення, в травні 1940 року — на посаду помічника начальника 1-го відділу, а в грудні того ж року — не посаду начальника оперативного відділу штабу 2-го стрілецького корпусу, який у жовтні 1939 року брав участь у приєднання Прибалтики до СРСР.

### Німецько-радянська війна
З початком війни перебував на колишній посаді на Західному фронті. В кінці червня 1941 року корпус поряд з 44-м стрілецьким корпусом був передислокований на Мінський укріплений район, після чого вів важкі оборонні бойові дії проти 3-ї танкової групи противника, в ході яких був змушений відступати через р. Березіна в районі міста Борисов і на південь, а потім за Дніпро, де була організована оборона. З 10 липня корпус брав участь у бойових діях у ході Смоленської битви, а потім — в оборонних бойових діях на річках Сож, Судость і Десна.
У вересні був призначений на посаду заступника начальника штабу — начальника оперативного відділу штабу 50-ї армії, яка брала участь у ході Орловсько-Брянської оборонної операції, ведучи важкі бойові дії в оточенні, а після виходу з якого вела бойові дії на тульському напрямку.
У березні 1942 року був призначений на посаду командира 290-ї стрілецької дивізії, в травні того ж року — на посаду начальника штабу 9-го гвардійського стрілецького корпусу, а з жовтня виконував посаду командира цього ж корпусу, який вів бойові дії в районі міста Білів.
У листопаді був направлений на навчання на прискорений курс при Вищій військовій академії імені К. Е. Ворошилова, після закінчення якого в червні 1943 року був призначений на посаду заступника начальника, потім — на посаду начальника штабу 5-ї армії, а в жовтні того ж року — на посаду начальника штабу 113-го стрілецького корпусу. Корпус брав участь у бойових діях у ході Смоленсько-Рославльської, Вітебсько-Оршанської, Мінської, Гумбинненської, Інстербурзько-Кенігсберзької, Кенігсберзької і Земландскої наступальних операцій і визволенні міст Вітебськ, Орша, Мінськ, Друскінінкай, Кудиркос, Наумистес, Тільзіт і Кенігсберг. З 27 квітня по 8 травня 1945 року генерал-майор Почема виконував посаду командира 113-го стрілецького корпусу.
Наприкінці травня 1945 року корпус був передислокований на територію Монгольської Народної Республіки і в серпні — вересні того ж року брав участь у бойових діях у ході Маньчжурської наступальної операції під час радянсько-японської війни.

### Післявоєнна кар'єра
Після закінчення війни перебував на колишній посаді начальника штабу 113-го стрілецького корпусу (Забайкальський військовий округ).
У жовтні 1946 року був призначений на посаду начальника штабу 20-го гвардійського стрілецького корпусу (Київський військовий округ), в серпні 1947 року — на посаду заступника командира 29-го стрілецького корпусу (Північнокавказький військовий округ), в червні 1948 року — на посаду старшого інспектора Інспекторської групи заступника Головкому Сухопутних військ з бойової підготовки, у травні 1950 року на посаду начальника 3-го відділу Управління бойової підготовки Головного управління бойової і фізичної підготовки Сухопутних військ, а в грудні 1951 року — на посаду начальника 7-го відділу цього ж управління.
Генерал-майор Філіп Овсійович Почема в травні 1953 року вийшов у відставку. Помер 23 червня 1973 року в Москві.

## Нагороди
- Орден Леніна;
- Шість орденів Червоного Прапора;
- Орден Богдана Хмельницького 2 ступеня;
- Орден Вітчизняної війни 1 ступеня;
- Медалі.